# Борнмут

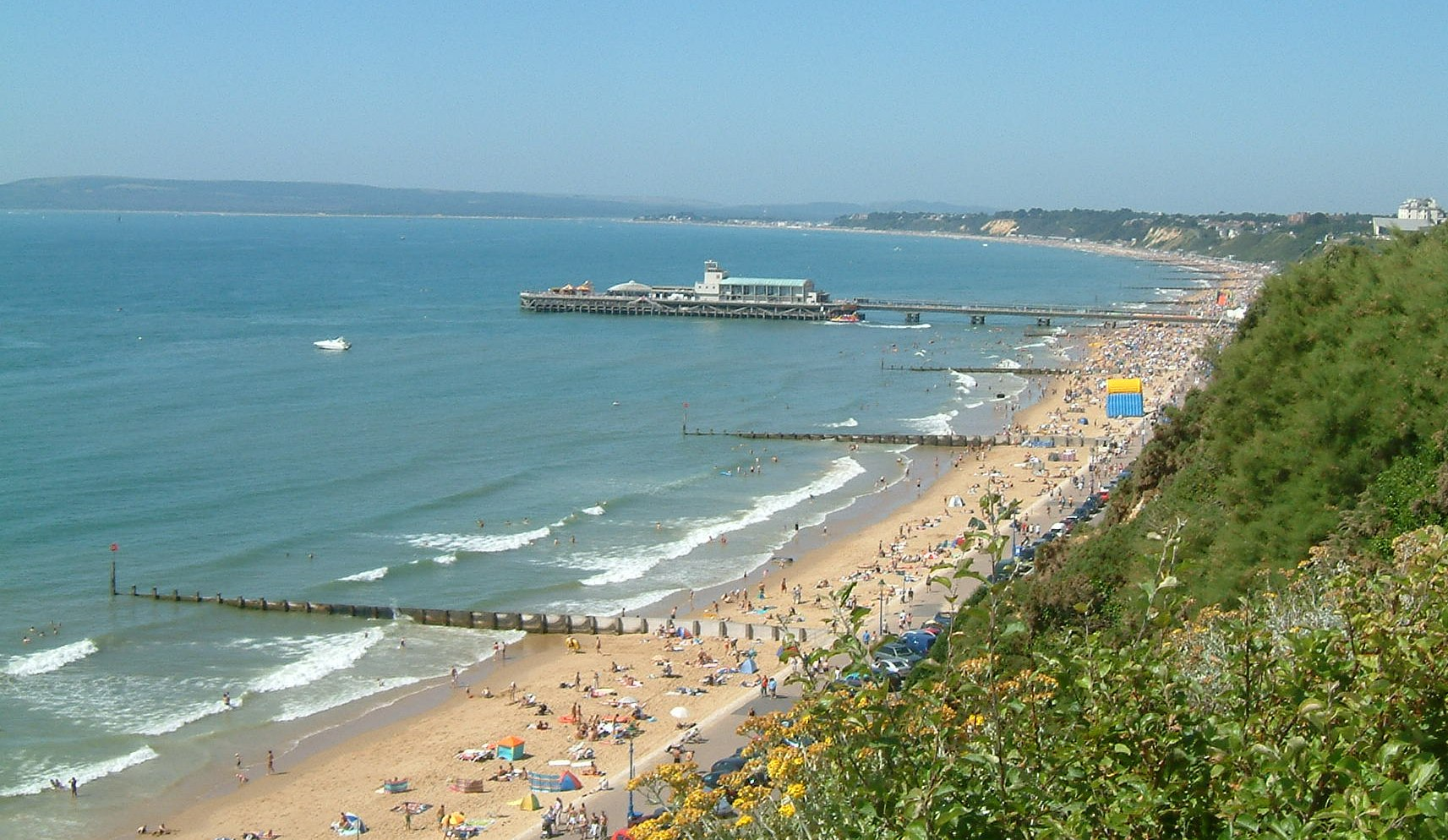
На борнмутському узбережжі

Борнмут (англ. Bournemouth) — місто в графстві Дорсет, популярний серед англійців курорт на березі Ла-Маншу. Назва перекладається як «гирло Борна» (йдеться про струмок, що впадає тут у протоку). Населення становить 163,5 тис. осіб (2004). Адміністративний центр унітарної одиниці Борнмут.

## Короткі відомості
Першим місцеві пляжі, пустки та мальовничі яри оцінив дорсетський поміщик Трегонуелл, який в 1810 році почав будувати тут дачу. Через 30 років приморське поселення нараховувало вже 26 господарств. У 1870 в Борнмут прийшла залізниця, якою кожного літа сюди дістаються тисячі лондонців. Особливо місто стало популярне серед пенсіонерів. Зокрема, тут помер Толкін.
Завдяки безлічі громадських будівель в Борнмуті часто проводяться конференції та конгреси. У 1992 році був організований Борнмутський університет. Діє аеропорт.

## Персоналії
- Лоуренс Грант (1870-1952) — англійський актор.

## Міста-побратими
- Георгсмарінгютте, Німеччина
- Кукельберг, Бельгія
- Люцерн, Швейцарія
- Нетанья, Ізраїль (24 жовтня 1995)[3]
- Тирґу-Муреш, Румунія